# Rayma Suprani
Rayma Suprani (22. dubna 1969 Caracas) je venezuelská karikaturistka a malířka působící v exilu v USA.

## Osobní život
Rayma Suprani se narodila 22. dubna 1969 v hlavním městě Venezuely Caracasu. Už od dětství ráda malovala a při studiu žurnalistiky na Universidad Central de Venezuela v Caracasu se rozhodla tuto zálibu skloubit s profesním životem. Od prosince 2015 žije kvůli tlaku z nejvyšších míst režimu a strachu o své bezpečí mimo Venezuelu v americkém Miami.

## Kariéra
Krátce po vystudování se jí podařilo uplatnit v novinách El Universal na pozici karikaturistky. Nezávislý El Universal byl původně v opozici vůči vládám Huga Cháveze a Nicoláse Madura. V létě roku 2014 byl prodán nově vzniklé španělské firmě s vazbami na Venezuelskou vládu a po jeho převzetí se kritický tón periodika změnil. Několik žurnalistů noviny opustilo, další byli propuštěni. Mezi nimi i Rayma Suprani, která byla propuštěna po 19 letech den poté co v září 2014 vydala ilustraci zobrazující graf srdeční aktivity a druhý graf s asystolií vycházející z Chávezova podpisu vyjadřující „smrt“ venezuelského zdravotnictví způsobenou jeho politikou. Suprani nenašla ve Venezuele další zaměstnání a publikuje svojí tvorbu na sociálních sítích. Na svém twitterovém účtu měla v říjnu 2019 zhruba jeden milion sledujících.

### Kritické přijetí
Za svou tvorbu byla několikrát oceněna:
- V roce 2005 cenou Award for Excellence in Journalism v kategorii karikaturista udělovanou Meziamerickou tiskovou asociací (Inter American Press Association)[7]

- V letech 2000 a 2009 cenou Pedra Leóna Zapaty pro nejlepšího venezuelského karikaturistu[2]

- V roce 2019 Cenou Václava Havla za kreativní disent udělovanou neziskovou organizací pro lidská práva Human Rights Foundation[1]